# 스타워즈: 갤럭틱 배틀 그라운드

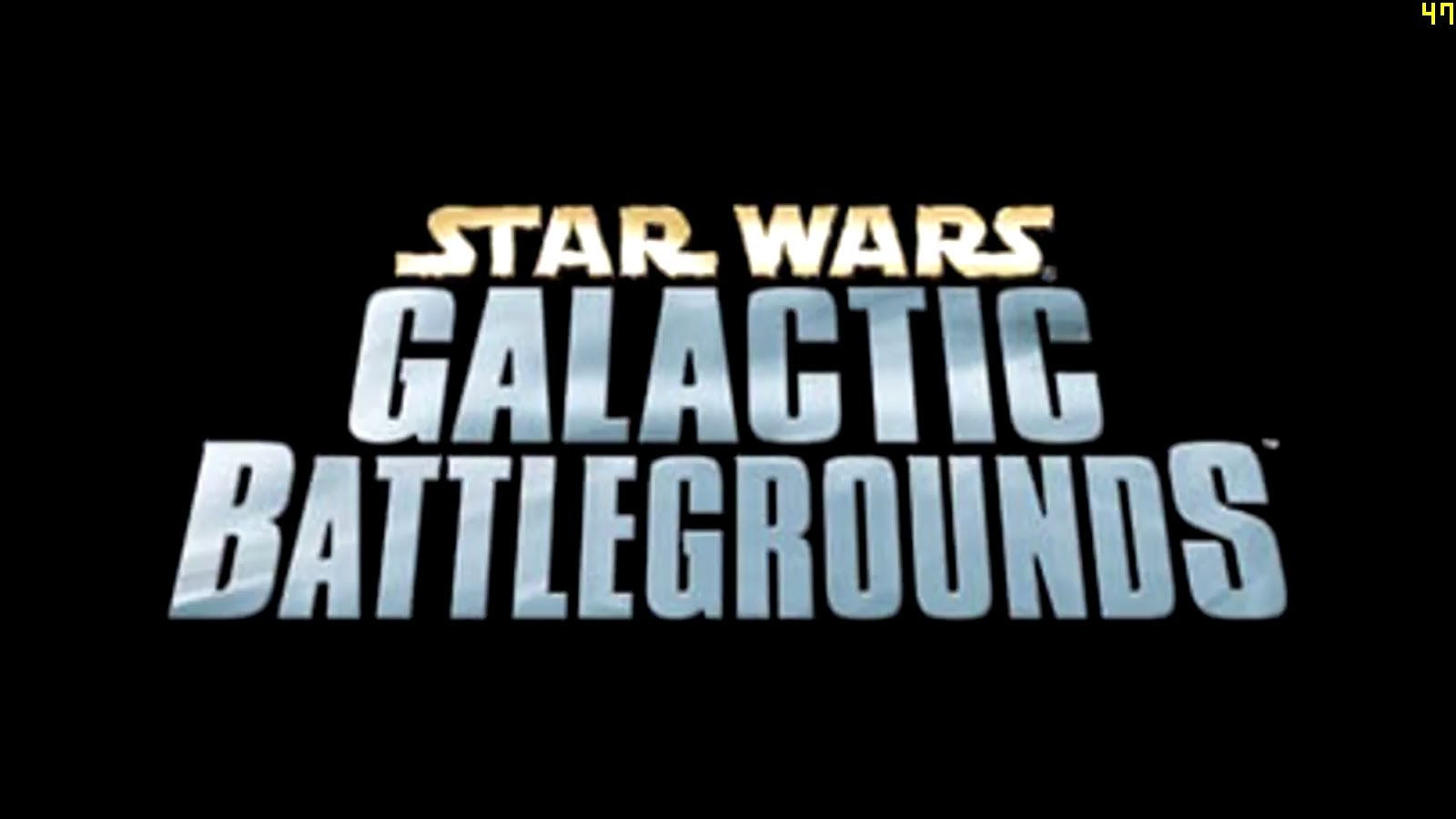

스타워즈 갤럭틱 배틀 그라운드(Star Wars : Galactic Battlegrounds)는 2001년 루카스아츠가 개발하고 에이지 오브 엠파이어 엔진을 사용하여 제작한 실시간 전략 게임이다. 확장팩 클론 캠페인(Star Wars : Galactic Battlegrounds Clone Campaigns) 은 2002년에 발매되었다. 대한민국에서는 오리지널 원본은 일렉트로닉 아츠 코리아에서 유통되었으며 확장팩 클론 캠페인만 정식 발매하지 않았다. 이에 대한민국 누리꾼들은 비공식 한국어 패치를 제작하게 되었다.

### 에이지 오브 엠파이어와의 차이점
스타워즈: 갤럭틱 배틀그라운드는 에이지 오브 엠파이어와 같은 엔진을 쓴 까닭에 많은 부분이 닮아 있지만, 약간의 차이점도 있다. 에이지 오브 엠파이어와는 달리, 항공기와 빔 병기가 추가되었고 건물이 전력의 영향을 받는 새로운 시스템도 추가되었지만, 공성전에서는 스타워즈보다는 에이지 오브 엠파이어에 더 가까워 보인다. 또 하나의 차이점은 자신이 발견하거나 차지한 야생 동물들을 도축을 하지 않는 이상 '동물 농장'이라는 건물에 넣으면 식량의 무한생산이 가능하다는 점이다.

### 제다이와 시스
에이지 오브 엠파이어의 수도사에 해당되며, 치료가 불가능하다는 것만 제외하고는 거의 비슷하며(치료는 치료 유닛으로 따로 분리를 해 놓았다.), 에이지 오브 엠파이어와는 달리 공격 기능을 갖추고 있는 유닛이다. 제다이나 시스 사원에서 생산이 가능하다.
| 제다이 보유국                                           | 시스 보유국                                      |
| ------------------------------------------------------- | ------------------------------------------------ |
| - 로얄 나부 - 겅간 - 우키 - 반란 동맹 - 공화국 (확장팩) | - 은하 제국 - 무역 연합 - 분리주의 연합 (확장팩) |

- '회유'는 수도사의 '전향'에 해당되며, 기사는 보병만 회유할 수 있고 마스터는 회유가 안되는 유닛과 건물을 제외하고 모두 회유할 수 있다. (제다이/시스 집중력을 연구해야 가능함.)

### 특유 유닛
게임의 제 3 단계에 해당되는 '기술 등급 3'부터는 '요새(Fotress)' 건물에서 특유 유닛을 생산 할 수 있다. 그 목록은 다음과 같으며, 에이지 오브 엠파이어와 비슷하다.
| 보병 | 항공기 | 메크 |
| --- | --- | --- |
| - 은하 제국: 다크 트루퍼 (스트라이크 메크보다 한단계 위인 기계 보병. 스텔스 유닛을 찾아내는 데 효과적이다.) - 로얄 나부: 친위대 (1대1 전투에 적합한 기병. 메크에 대해 매우 효과적이다.) - 우키: 버서커 (1대1 전투에 적합한 근접형 보병으로 기병보다 이동 속도가 빠르다.) | - 반란 동맹 : 에어 스피더 (메크 유닛에 효과적인 반란 동맹 특유의 항공기.) - 공화국(확장팩) : 제다이 스타파이터 (지상과 공중 모두에 좋은 제다이와 항공기가 합해진 전투기. 연사 속도가 조금 느리다는 단점이 있다.) - 분리주의 연합(확장팩) : 지오노시안 전사 (공중형 보병으로 지상 보병에 매우 효과적이다.) | - 겅간: 팸바 방어막 생성기 (자신의 주변의 범위 내에서 방어막을 생성하는 지원형 메크) - 무역 연합: 구축함 드로이드 (스트라이크 메크보다 강력한 메크 유닛. 중형 구축함 드로이드로 업그레이드하는 경우 방어막까지 갖추게 된다. 또한 건물 주둔도 가능하다.) |

- 그 외에도 특수유닛으로, 은하 제국은 '지휘 사령부'에서 '정찰 드로이드' 유닛을 생산할 수 있고, 확장팩에서 반란 동맹군은 '공군 기지'에서 'A-윙'을 생산할 수 있고 분리주의 연합은 동물 농장에서 야생 동물을 직접 훈련시킬 수 있으며(컨트롤 가능), 겅간족은 저인망 어선으로 해저에 막사를 건설할 수 있다.

### 등장 유닛
※(*)는 확장팩 '클론 캠페인'에 추가된 유닛이다.
- 훈련소
  - 신병 - 보병 - 중화기병 - 속사병
  - 공중 방어병 - 중화기 공중 방어병
  - 기병 - 중무장 기병 - 정예 기병
  - 수류탄 투척병
- 메크 공장
  - 정찰선
  - 스트라이크 메크 - 헤비 스트라이크 메크
  - 메크 구축함 - 중무장 메크 구축함
  - 어설트 메크 - 헤비 어설트 메크
- 공군 기지
  - 전투기 - 제트 전투기 - 신형 전투기
  - 폭격기 - 중폭격기 - 신형 폭격기
- 중장비 공장
  - 퍼멜 - 헤비 퍼멜
  - 포대 - 중형 포대
  - 대공 차량 - 중형 대공 차량
- 요새
  - 특유 유닛(위를 참고) - 엘리트(신형, 페이즈 2, 중형으로 뜨는 경우도 있다.) 특유 유닛
  - 블래스터 캐논
  - 바운티 헌터
  - 공중 순양함(*)
- 군함
  - 소형 호위함 - 호위함 - 신형 호위함
  - 구축함 - 중형 구축함
  - 순양함 - 신형 순양함
  - 대공 구축함 - 중형 대공 구축함
- 제다이/시스 사원
  - 제다이/시스 수련생 - 제다이/시스 기사
  - 제다이/시스 마스터
- 기타
  - 워커
  - 치료 유닛
  - 카고 호버크래프트
  - 전력 드로이드 (*)
  - 저인망 어선
  - 공중 수송선
  - 수송선

## 캠페인
1. 애티치쿡 (기본 훈련) 
이 캠페인은 플레이어가 츄바카의 아버지인 애티치쿡의 역할을 보여주고 있다. 애티치쿡이 알라리스 프라임에서 무역 연합을 몰아내기 위해 우키 군대를 집행관으로 하고 있다. 이 캠페인에서 플레이어는 점차 게임의 재생 메커니즘을 배운다.
 2. OOM-9 
이 캠페인은 OOM-9의 씨드 도시 정복을 포함하고 있고 나부의 봉쇄 기간 동안 무역 연합의 행동을 선도하는 드로이드 사령관의 역할을 가정하고 있다. 또한 이 캠페인은 무역 연합과 겅간족과의 싸움을 다루고 있지만 드로이드의 공격이 나부 스타파이터를 파괴하는 동안 대체로 역사를 설정했었다. 보너스 미션에서 다스 몰은 콰이곤 진과 오비 완 케노비를 죽인 것처럼 사이에 영화와 다른 점이 있다. (보너스 미션은 드로이드 컨트롤 쉽이 파괴되지 않았을 때의 시뮬레이션이다.)
 3. 보스 나스 
겅간족 캠페인은 단일 기치 아래 다른 모든 부족을 통일하려고 하는 보스 갈로의 지휘하에 겅간족의 한 부족으로 역사가 설정되어 있다. 또한 보스 나스의 무역 연합에 대한 영화의 지상 전투도 포함된다.
 4. 다스 베이더 
다스 베이더가 야빈 IV 행성의 반란군 머쌔씨 유적기지에 있는 도돈나 장군에 대한 공격을 시작으로 제국 캠페인은 단지 새로운 희망의 사건 이후를 배경으로 하고 있다. 캠페인의 나머지로 비어스 장군을 카메오로 은하 제국에 의해 프로토 타입 AT - AT를 보호하는 임무를 포함하고 있고, 다른 반란군 기지를 기습하는 내용을 보여주고 있다. 캠페인의 마지막 미션은 플레이어가 한 솔로와 레이아 공주의 탈출을 막기 위해 호스의 에코 기지를 습격하는 내용이다. 보너스 미션은 베스핀 행성의 클라우드 시티를 미리 습격하는 내용과 이워크족, 반란군과 제국군의 엔도 전투를 다르게 묘사하고 있다.
 5. 레이아 공주 
반란군 캠페인은 주로 새로운 희망과 제국의 역습의 사건 사이로 진행된다. 배경은 제국의 군대를 지키는 동안 몇몇 제다이 기사의 유물을 복구하는 반란군의 노력을 갖추고 있다. 보너스 미션은 호스 전투, 엔도 전투, 그리고 제국의 소행성 기지에서의 전투를 다루는 임무를 포함하고 있다.
 6. 츄바카 
우키족 캠페인은 트랜도샨과 제국으로부터 카쉬아크 행성의 해방을 위해 노력하는 츄바카의 모습을 갖추고 있다. 우키족의 보너스 미션은 케셀의 해방이다.

※ 확장팩 캠페인은 에피소드2와 3 사이에 일어났던 클론 전쟁의 시나리오가 추가되었다.
 1. 독립 행성계 연합 (분리주의 연합) 
지오노시스에서의 퇴각으로 시작하는 분리주의 연합 캠페인은 두쿠 백작의 지배하에 있는 여걸이자 전 제다이 마스터인 세브란스 탄이 공화국의 전력을 생산하는 화산 행성인 사라핀을 점령하는 내용과 우키족에 의해 공화국이 개발하고 있는 비밀 병기인 데시메이터를 탈취하는 내용을 담고 있다.
 2. 공화국 
위의 분리주의 연합 캠페인과 마찬가지로 지오노시스 전투에서 시작되는 공화국 캠페인은 제다이 위원회의 메이스 윈두의 제자였던 제다이 마스터 에츄 쉔-존과 그의 제자의 이야기를 다루고, 사라핀의 재탈환, 데시메이터 공장을 완전히 파괴하는 미션을 포함하고 있다. 마지막 미션은 엔도 전투 이후 반란군이 코루스칸트에서 제국의 황궁을 점령하는 내용이다.

## 확장팩 유닛
- 죽음의 별(치트)
- 스타 디스르로이어(치트)
- 데시메이터(치트, 시나리오 유닛)
- 블록케이드 러너(치트)
- 전력 드로이드
- 공중 순양함
- A-윙 (반란군)
- B-윙 (반란군)

## 확장팩 문명
- 은하공화국(Galactic Republic)
- 항성계 동맹 연합(Confederacy Independence System - 통합:Confederacy)

## 평가
| Galactic Battlegrounds |         |
| --- | ------- |
| 통합 점수 통합사 점수 게임랭킹스 77.33% [ 1 ] 메타크리틱 75/100 [ 2 ] 평론 점수 평론사 점수 올게임 [ 3 ] 게임 인포머 3.75/10 [ 4 ] 게임 레볼루션 C [ 5 ] 게임스팟 8.2/10 [ 6 ] 게임스파이 77% [ 7 ] 게임존 9/10 [ 8 ] IGN 8/10 [ 9 ] PC 게이머 (US) 78% [ 10 ] 엑스플레이 [ 11 ] FHM [ 12 ] |         |
| 통합 점수 |         |
| 통합사 | 점수    |
| 게임랭킹스 | 77.33%  |
| 메타크리틱 | 75/100  |
| 평론 점수 |         |
| 평론사 | 점수    |
| 올게임 | [ 3 ]   |
| 게임 인포머 | 3.75/10 |
| 게임 레볼루션 | C       |
| 게임스팟 | 8.2/10  |
| 게임스파이 | 77%     |
| 게임존 | 9/10    |
| IGN | 8/10    |
| PC 게이머 (US) | 78%     |
| 엑스플레이 | [ 11 ]  |
| FHM | [ 12 ]  |